# Hipòdam

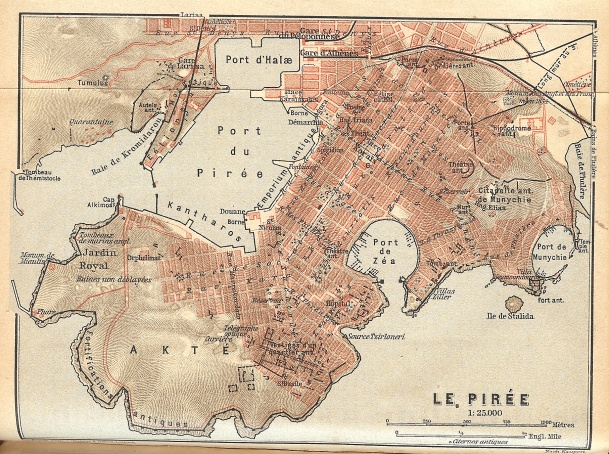
Mapa del Pireu, que mostra el traçat "en graella" de la ciutat

Hipòdam,  Hippodamus de Milet  Ἱππόδαμος),  Hippodamus  o  Hippodamo  (Milet, 498 - 408 aC) va ser un destacat arquitecte grec, nascut a Milet fill d'Eurifó (Eurifonte) en temps de Pèricles; la seva fama derivava de la construcció de ciutats i no d'edificis. Planificador urbanístic, matemàtic, meteoròleg i filòsof i se'l considera el "pare" del planejament urbanístic, que va donar nom al "pla hipodàmic" un esquema de ciutats en retícula, procedència de l'adjectiu hipodàmia. Va viure doncs durant el segle V aC, en el començament de l'època clàssica de l'antiga Grècia. Va construir el Pireu i també Turis a la Magna Grècia (443 aC) i més tard  Rodes (408 aC). Fou probablement el pare de l'orador Arqueptòlem, rival de Cleó d'Atenes.
Representa l'antiga escola jònica, en què primava la perfecció i el luxe. Aristòtil, el va descriure com original en tots els aspectes i com algú que desitjava ser un erudit en totes les ciències de la naturalesa, encara que hi ha discrepàncies sobre si aquest Hippodamus és el mateix del que parla Aristòtil a Política, II. i al qual es refereix Joan Estobeu al Florigeo com Hippodamus, el pitagòric. Aristòtil el va definir com "... un home estrany, l'afany de distinció li va fer portar una vida excèntrica".

## Opus
Hippodamus no va ser només arquitecte, va ser un veritable teòric de l'hàbitat urbà. Va ser ell qui va planejar el traçat urbanístic de El Pireu (port d'Atenes), probablement a l'època Pèricles. També ell va ser arquitecte responsable de la colònia de Turios, a la península Itàlica, al 443 aC Va ser el primer arquitecte grec a concebre un planejament urbà i l'estructura d'una ciutat a partir d'un punt de vista que privilegiava la funcionalitat.
En 408 aC, Hippodamus va supervisar la construcció de la nova ciutat de Rodes.
Hippodamus va ser l'introductor d'un planejament urbà recolzat en carrers amples que es creuaven en angles rectes. Va proposar l'organització de la polis segons relacions numèriques, a la recerca de la simetria. La lògica, la claredat i la simplicitat prevalien en els seus dissenys. Resulta impossible no relacionar el concepte arquitectònic de Hippodamus amb el pensament de la seva època: el pla en forma d'escaquer reflecteix les divisions lògiques i matemàtiques amb les quals els filòsofs/arquitectes del segle V aC buscaven reflectir la societat ideal. Hippodamus és considerat el primer dels urbanistes i el traçat que va idear es diu traçat hipodàmic.
Va ser l'encarregat de dur a terme, cap al 479 aC, el pla director de reconstrucció de la ciutat de Milet, presa, saquejada i destruïda pels perses al 494 aC Hippodamus ha estat tradicionalment venerat com el "Pare de l'urbanisme", i inventor de la retícula.
Si bé, es té coneixement de l'ús de la retícula en èpoques tan primerenques com el tercer mil·lenni aC, amb les primeres ciutats sorgides a l'antic Egipte, conformades amb carrers paral·lels al riu Nil, creuades per altres perpendiculars, que desembocaven en ell, gairebé sempre formant angles rectes, o en ciutats de nou traçat, com Ajetató, al segle XIV aC